# بالاو (سردينيا)
بالاو، (بالإنجليزية:  Palau)‏، (سردينيا: Lu Palau)، هي بلدية في مقاطعة ساساري، في منطقة سردينيا الإيطالية، على بعد حوالي 220 كم (140 ميل) إلى الشمال من كالياري، وحوالي 30 كم (19 ميل) شمال غرب أولبيا.

## السكان
في سنة 1861 بلغ عدد السكان 843 نسمة، وتطور العدد ليصل في سنة 2011 لـ 3٬772 نسمة.
يظهر هذا المخطط البياني تطور النمو السكاني لـ بالاو (سردينيا)

## معرض صور

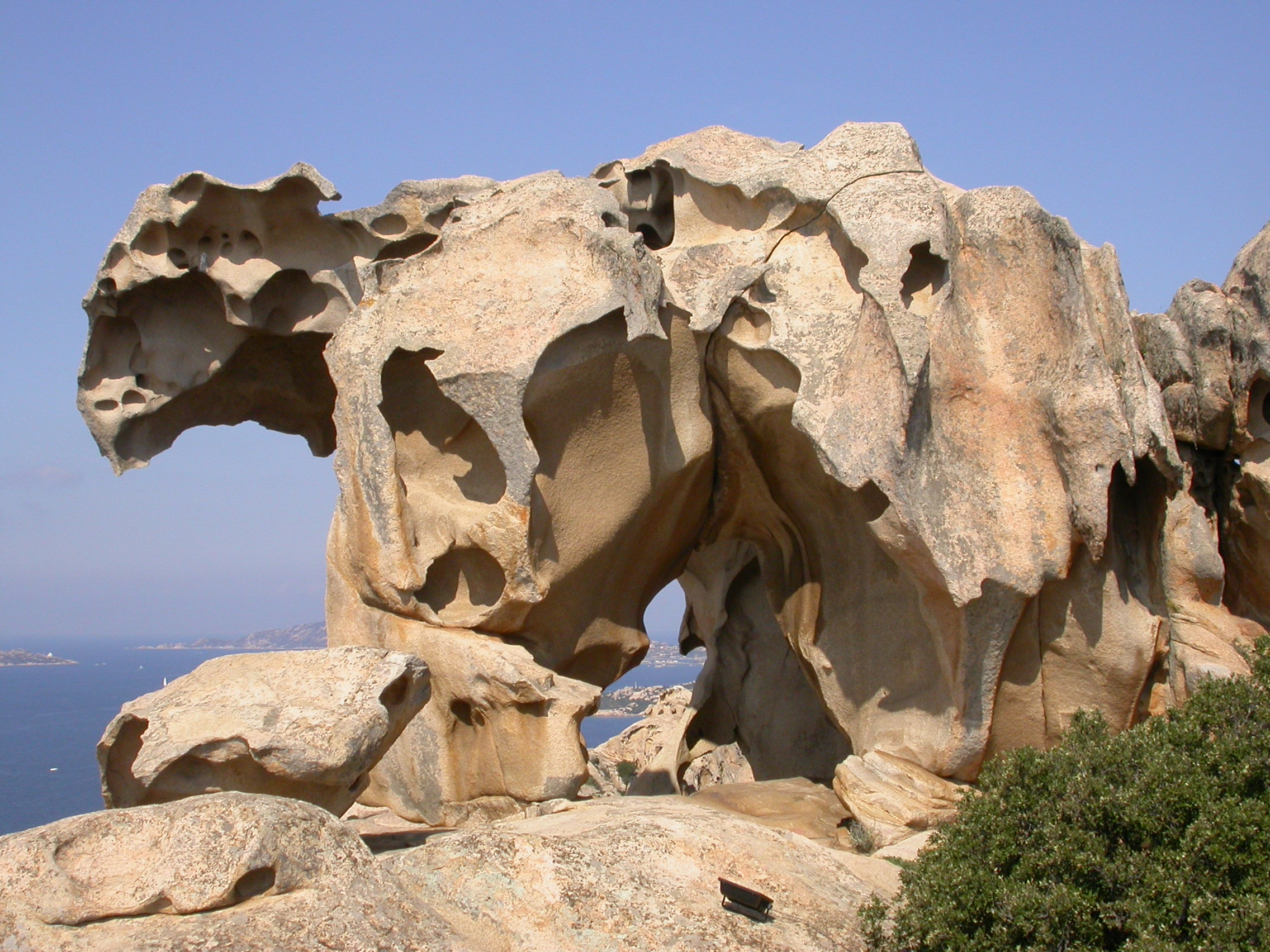
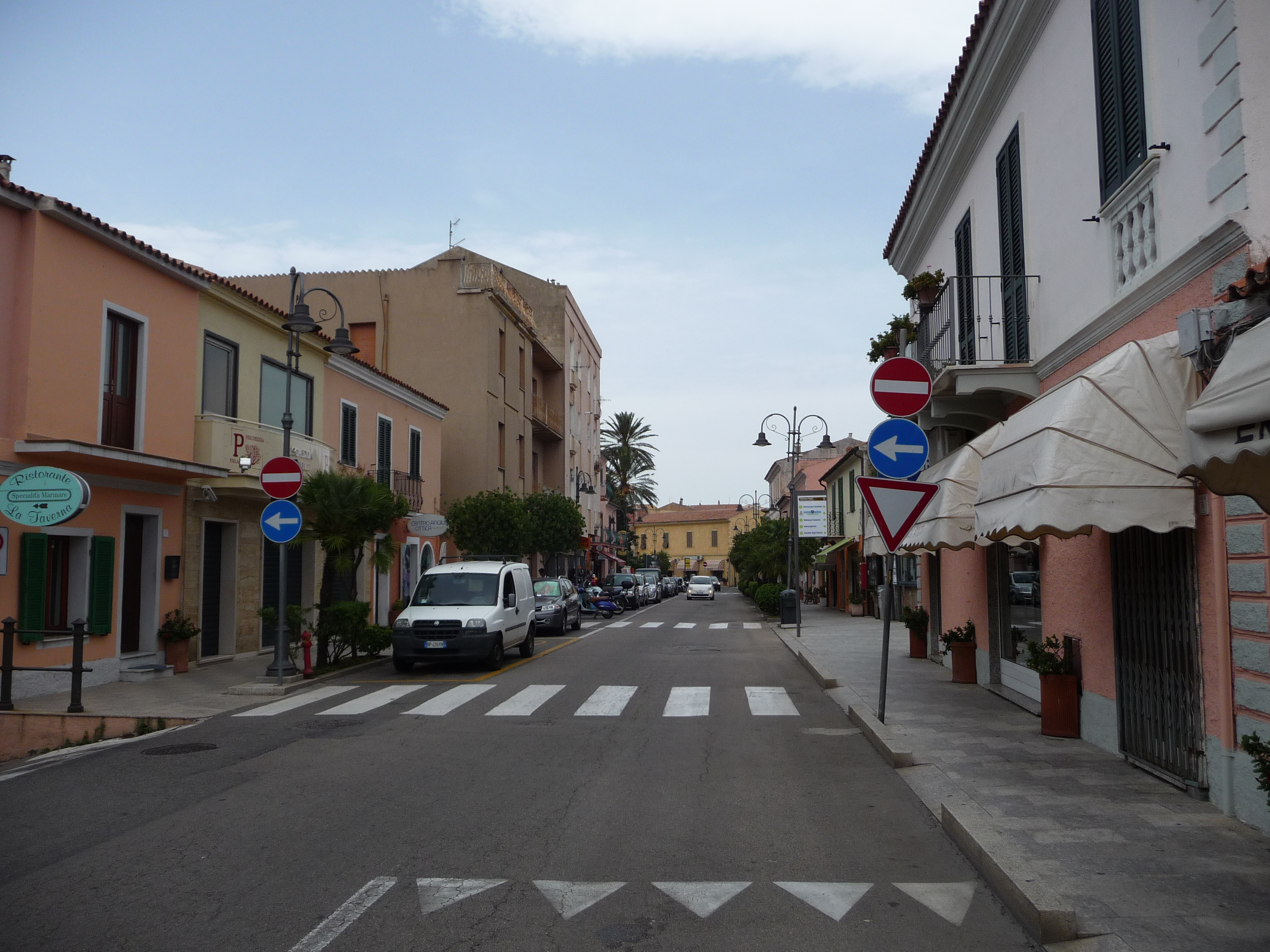
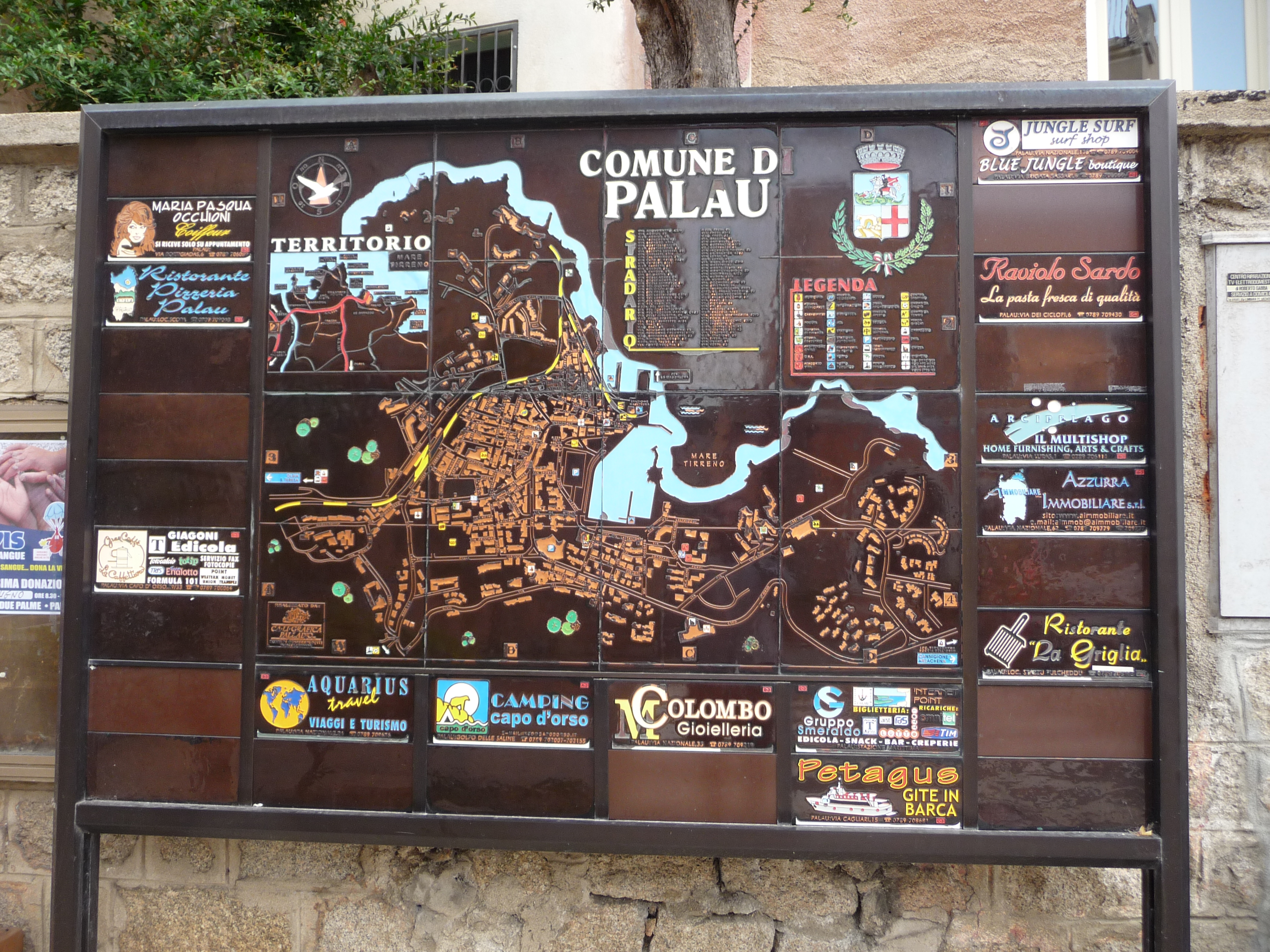
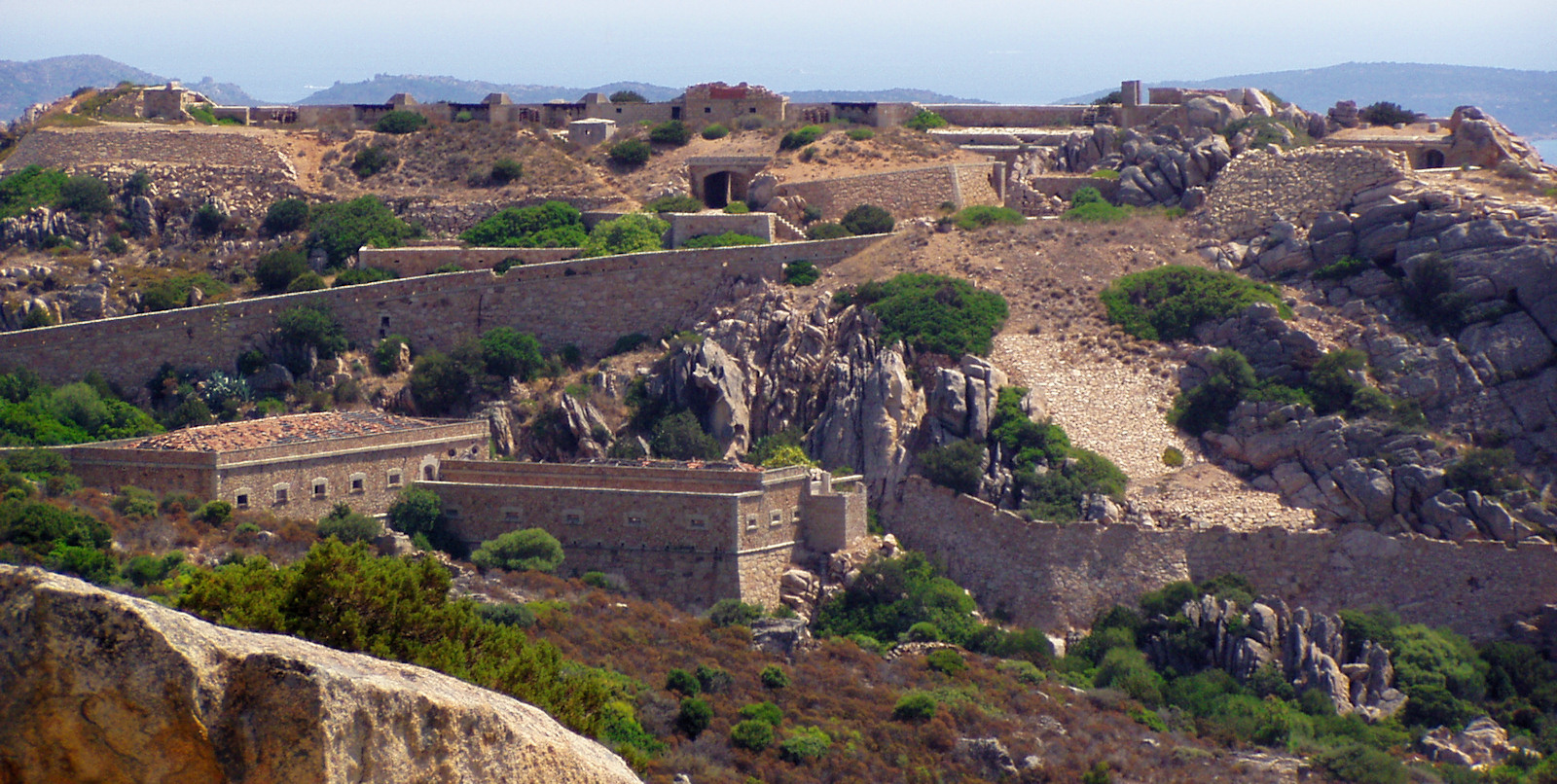